# Spilosticta aesculi
Spilosticta aesculi är en svampart som beskrevs av Syd. 1929. Spilosticta aesculi ingår i släktet Spilosticta och familjen Venturiaceae.   Inga underarter finns listade i Catalogue of Life.